# Quận Culberson, Texas
Quận Culberson (tiếng Anh: Culberson County) là một quận trong tiểu bang Texas, Hoa Kỳ. Dân số theo điều tra năm 2000 của  Cục điều tra dân số Hoa Kỳ là 2975 người..  Quận lỵ đóng ở thành phố Van Horn6.

## Địa lý
Theo Cục điều tra dân số Hoa Kỳ, quận có diện tích 3.813 dặm vuông Anh (9.875,6 km2), trong đó có 1 dặm vuông Anh (2,6 km2) là diện tích mặt nước. Vườn quốc gia Fualalupe Maountains nằm ở góc tây bắc quận, bao gồm cả hẻm núi McKittrick và đỉnh Gualalupe.

### Xa lộ chính
- Interstate 10
- U.S. Highway 62/U.S. Highway 180
- U.S. Highway 90
- State Highway 54

### Quận giáp ranh
- Quận Eddy, New Mexico  (bắc)
- Quận Reeves  (đông)
- Quận Jeff Davis  (nam)
- Quận Hudspeth  (tây)
- Quận Otero, New Mexico  (tây bắc)